# Benxi
Benxi (kinesisk skrift: 本溪; pinyin: Běnxī; Wade-Giles: Pěn-hsī), er en by på præfekturniveau i provinsen Liaoning i det nordlige Kina ved kysten til det Gule Hav. Præfekturet har et areal på 8. 411 km2, og en befolkning på 1.567.000 mennesker, heraf 1.029.519 i byområdet.
Byen har sværindustri og store jern- og kulminer. Den blev grundlagt som et metallurgisk center i 1915 og ligger på jernbanelinjen mellem Shenyang og Nord-Korea. 

## Administrative enheder
Bypræfekturet Benxi har jurisdiktion over 4 distrikter (区 qū) og 2 autonome amter (自治县 zìzhìxiàn).
| Kort            | Kort                   | Kort            | Kort                    | Kort                   | Kort        | Kort      |
| --------------- | ---------------------- | --------------- | ----------------------- | ---------------------- | ----------- | --------- |
| Kort over Benxi |                        |                 |                         |                        |             |           |
| #               | Navn                   | Hanzi           | Pinyin                  | Befolkning (2003 est.) | Areal (km²) | Indb./km² |
| Distrikter      |                        |                 |                         |                        |             |           |
| 1               | Pingshan               | 平山区          | Píngshān Qū             | 350.000                | 177         | 1.977     |
| 2               | Xihu                   | 溪湖区          | Xīhú Qū                 | 220.000                | 320         | 688       |
| 3               | Mingshan               | 明山区          | Míngshān Qū             | 300.000                | 410         | 732       |
| 4               | Nanfen                 | 南芬区          | Nánfēn Qū               | 80.000                 | 619         | 129       |
| Autonome amter  |                        |                 |                         |                        |             |           |
| 5               | Benxi (For mandsjuene) | 本溪满族 自治县 | Běnxī Mǎnzú Zìzhìxiàn   | 300.000                | 3.362       | 89        |
| 6               | Huanren (For manchuer) | 桓仁满族 自治县 | Huánrén Mǎnzú Zìzhìxiàn | 300.000                | 3.547       | 85        |

## Eksterne kilder og henvisninger
- Officiel webside på engelsk Arkiveret 24. december 2010 hos  Wayback Machine

41°18′N 123°46′Ø / 41.300°N 123.767°Ø